# Aelurillus quadrimaculatus
Aelurillus quadrimaculatus là một loài nhện trong họ Salticidae.
Loài này thuộc chi Aelurillus. Aelurillus quadrimaculatus được Eugène Simon miêu tả năm 1889.